# Lijst van burgemeesters van Maashees en Overloon
Dit is een lijst van burgemeesters van de voormalige Nederlandse gemeente Maashees en Overloon tot die gemeente in 1942 opging in de gemeente Vierlingsbeek.
| Ambtsperiode | Naam burgemeester | Partij of stroming | Bijzonderheden                                    |
| ------------ | ----------------- | ------------------ | ------------------------------------------------- |
| 1811 - 1812  | A. Janssen        |                    | maire                                             |
| 1812 - 1828  | P.T. Bovens       |                    | maire/schout                                      |
| 1828 - 1844  | H. Janssen        |                    |                                                   |
| 1844 - 1870  | A. Janssen        |                    |                                                   |
| 1870 - 1888  | A. Bonants        |                    |                                                   |
| 1888 - 1900  | M. Barten         |                    |                                                   |
| 1901 - 1934  | G.H.J. Rieter     |                    |                                                   |
| 1934 - 1942  | Antoon (A.) Jans  |                    | tevens burgemeester van Vierlingsbeek (1940-1952) |